# De’Aaron Fox
De’Aaron Martez Fox (New Orleans, 1997. december 20. –) amerikai kosárlabdázó, a San Antonio Spurs játékosa a National Basketball Associationben (NBA).
Louisianában született, Texasban kezdett el játszani középiskolában. Beválasztották a McDonald’s All-American gálára, illetve a Jordan Brand Classic mérkőzésre is, ahol megválasztották MVP-nek is. Itt eltöltött évei során háromszor is az állami rájátszásba vezette csapatát, egyszer a döntőig is eljutottak. A 2016-os osztály hatodik legjobb játékosának tekintették országszerte. A Kentucky Egyetem játékosa volt egyetlen főiskolai szezonjában. Az SEC-torna legértékesebb játékosa lett, beválasztották a főcsoport legjobb csapatába és legjobb elsőévesei közé is.
A 2017-es NBA-drafton a Sacramento Kings választotta ki az ötödik helyen. Első éveiben nehezére esett kiemelkedni a csapatban, a 2020-as években kezdett el egyre jobb lenni, 2023-ban választották be első All Star-gálájára és az NBA Clutch Player of the Year díj történetének első győztese lett. Az ő vezetésével érte el a Kings először a rájátszást 16 év elteltével.

## Statisztika

### Egyetem
| Év        | Csapat            | JM | KM | JP/M | MG%  | 3P%  | BD%  | LP/M | GP/M | L/M | B/M | P/M  |
| --------- | ----------------- | -- | -- | ---- | ---- | ---- | ---- | ---- | ---- | --- | --- | ---- |
| 2016–2017 | Kentucky Wildcats | 36 | 34 | 29,6 | .479 | .246 | .736 | 4,0  | 4,6  | 1,5 | 0,2 | 16,7 |

### NBA
| Év        | Csapat            | JM  | KM  | JP/M | MG%  | 3P%  | BD%  | LP/M | GP/M | L/M  | B/M | P/M  |
| --------- | ----------------- | --- | --- | ---- | ---- | ---- | ---- | ---- | ---- | ---- | --- | ---- |
| 2017–2018 | Sacramento Kings  | 73  | 60  | 27,8 | .412 | .307 | .726 | 2,8  | 4,4  | 1,0  | 0,3 | 11,6 |
| 2018–2019 | Sacramento Kings  | 81  | 81  | 31,4 | .458 | .371 | .727 | 3,8  | 7,3  | 1,6  | 0,6 | 17,3 |
| 2019–2020 | Sacramento Kings  | 51  | 49  | 32,0 | .480 | .292 | .705 | 3,8  | 6,8  | 1,5  | 0,5 | 21,1 |
| 2020–2021 | Sacramento Kings  | 58  | 58  | 35,1 | .477 | .322 | .719 | 3,5  | 7,2  | 1,5  | 0,5 | 25,2 |
| 2021–2022 | Sacramento Kings  | 59  | 59  | 35,3 | .473 | .297 | .750 | 3,9  | 5,6  | 1,2  | 0,4 | 23,2 |
| 2022–2023 | Sacramento Kings  | 73  | 73  | 33,6 | .512 | .324 | .780 | 4,2  | 6,1  | 1,1  | 0,3 | 25,0 |
| 2023–2024 | Sacramento Kings  | 74  | 74  | 35,9 | .465 | .369 | .738 | 4,6  | 5,6  | 2,0* | 0,4 | 26,6 |
| 2024–2025 | Sacramento Kings  | 45  | 45  | 37,0 | .469 | .322 | .829 | 5,0  | 6,1  | 1,5  | 0,4 | 25,0 |
| 2024–2025 | San Antonio Spurs | 17  | 17  | 34,0 | .446 | .274 | .819 | 4,3  | 6,8  | 1,5  | 0,3 | 19,7 |
| Karrier   | Karrier           | 531 | 517 | 33,3 | .470 | .330 | .746 | 3,9  | 6,1  | 1,4  | 0,4 | 21,5 |
| All Star  | All Star          | 1   | 0   | 9,3  | .000 | –    | –    | 0,0  | 2,0  | 0,0  | 0,0 | 0,0  |

#### Play-in
| Év      | Csapat           | JM | KM | JP/M | MG%  | 3P%  | BD%  | LP/M | GP/M | L/M | B/M | P/M  |
| ------- | ---------------- | -- | -- | ---- | ---- | ---- | ---- | ---- | ---- | --- | --- | ---- |
| 2024    | Sacramento Kings | 2  | 2  | 40,5 | .426 | .250 | .583 | 5,5  | 5,5  | 1,5 | 0,0 | 29,5 |
| Karrier | Karrier          | 2  | 2  | 40,5 | .426 | .250 | .583 | 5,5  | 5,5  | 1,5 | 0,0 | 29,5 |

#### Rájátszás
| Év      | Csapat           | JM | KM | JP/M | MG%  | 3P%  | BD%  | LP/M | GP/M | L/M | B/M | P/M  |
| ------- | ---------------- | -- | -- | ---- | ---- | ---- | ---- | ---- | ---- | --- | --- | ---- |
| 2023    | Sacramento Kings | 7  | 7  | 38,5 | .424 | .333 | .756 | 5,4  | 7,7  | 2,1 | 0,6 | 27,4 |
| Karrier | Karrier          | 7  | 7  | 38,5 | .424 | .333 | .756 | 5,4  | 7,7  | 2,1 | 0,6 | 27,4 |